# Caso Louise Woodward
El caso de homicidio y juicio a Louise Woodward se refiere a una joven au pair Británica condenada, a los 19 años, por el homicidio involuntario en 1997 del bebé de ocho meses Matthew Eappen, al que cuidaba en su casa de Newton, Massachusetts en Estados Unidos.

## Antecedentes
Cinco días después de ser ingresado en el Children's Hospital de Boston, Matthew Eappen entró en coma y murió el 9 de febrero de 1997 por fractura de cráneo y hematoma subdural. También se le encontró una muñeca fracturada, una lesión desapercibida e inexplicada con un mes de antigüedad. El oftalmólogo del hospital, el dr. Lois E.H. Smith, observó hemorragias retinales consideradas características del síndrome del bebe sacudido.
En una declaración a la policía, Woodward dijo que había "echado al bebé a la cama", literalmente "popped". Hubo una discusión en su caso sobre el significado de la palabra "popped": en inglés británico, esta expresión significar "poner" o "colocar", y Louise Woodward sostuvo que estaba diciendo que "colocó el bebé en la cama". Sin embargo, en inglés americano, "popped" sugiere violencia.
Sus abogados defensores argumentaron al jurado que la palabra "popped" no tiene el mismo significado que en inglés americano. Sin embargo, además de "echarlo" a la cama, la policía sostuvo que ella también dijo que en cierta ocasión lo dejó caer al suelo, y que había sido "un poco brusca" con él. El agente de policía que la entrevistó justo después del incidente afirma con insistencia que ella nunca usó la palabra "popped", sino que de hecho dijo que "dejó caer" al bebé en la cama.
Woodward fue arrestada el 5 de febrero y retenida inicialmente por agresión con lesiones, después asesinato cuando Matthew murió. Un gran jurado determinó una acusación por asesinato en primer grado. Se le denegó una fianza y quedó detenida hasta juicio en la prisión de Framingham, en la unidad de máxima seguridad para internos en espera de juicio.
La cobertura de los medios fue intensa, en Gran Bretaña más que en ninguna otra parte. Antes del juicio, la defensa intentó trasladarlo a otra ciudad, argumentando que un jurado local tendría demasiados prejucios para emitir un veredicto justo. El juez no se mostró de acuerdo y rechazó la petición de la defensa.

## Juicio
El juez presidente fue Hiller B. Zobel. La acusación, dirigida por el ayudante del fiscal del distrito Gerald Leone, presentó a ocho médicos implicados en el cuidado de Matthew, incluyendo un neurocirujano, un oftalmólogo, un radiólogo, dos patólogos y un experto en maltrato infantil, que testificaron que en su opinión las lesiones del bebé habían sido causadas por una violenta sacudida y el impacto de su cabeza contra una superficie dura. La defensa lo impugnó basándose, entre otros motivos, en que no había lesiones en el cuello, lesiones que según afirmaban aparecerían si el bebé hubiera sido sacudido violentamente. La acusación también afirmó en un principio que las lesiones del bebé equivalían a los producidos de haber sido lanzado desde un segundo piso, pero dudaron sobre esta afirmación al avanzar el juicio. La defensa presentó el testimonio de peritos médicos de que su lesión podía haber ocurrido tres semanas antes de la fecha de la muerte, implicando que sus padres, Sunil and Deborah Eappen, ambos doctores, podrían estar implicados en negligencia o maltratos a su hijo. Había viejas lesiones en la muñeca del fallecido que podían haber sucedido incluso antes de que Woodward llegara a la casa. Ella, sin embargo, afirmó en un contrainterrogatorio que nunca había percibido ningún pequeño chichón, marcas o cualquier comportamiento inusual en el bebé antes de la noche en que fue llevado al hospital.
El principal abogado en el juicio de Woodward, y el arquitecto de su defensa médica y forense, fue Barry Scheck, cofundador del Innocence Project. Scheck fue contratado y remunerado por EF Education First`s Cultural Care Au Pair. Como parte de la estrategia de la defensa, sus abogados solicitaron que se diera al jurado la opción de condenarla por homicidio (un cargo menos grave), en lugar de optar solamente entre condenarla por asesinato o declararla inocente. Cuando el juez preguntó a la acusada sobre esta decisión, ella se mostró de acuerdo con sus abogados. Los expertos en derecho especularon con que la motivación de esta estrategia fue ayudar a EF Education First a evitar una demanda civil por parte de los Eappens. El proceso de selección y formación para au pairs de EF estaba bajo sospecha; ella solo había recibido tres días de formación. Si la muerte hubiera sido premeditada, bajo la ley de Massachusetts EF Education First no podía ser considerada responsable. En cambio, si la muerte no era premeditada, esto indicaría un fallo de EF Education First's Cultural Care Au Pair.
El 30 de octubre de 1997, tras 26 horas de deliberaciones, el jurado la declaró culpable de asesinato en segundo grado. El día siguiente, el juez Zobel la condenó a cadena perpetua con un mínimo de 15 años de cumplimiento.

## Apelación
Tras la condena, el equipo legal de Woodward presentó mociones al tribunal, y la audiencia se abrió el 4 de noviembre. En los días siguientes al veredicto se filtró que el jurado se había hallado dividido sobre el cargo de asesinato, pero los que estaban a favor de la absolución habían sido persuadidos para aceptar una condena. Este hecho, no tenía ninguna consecuencia legal, sin embargo. Nadie entre el jurado pensó que ella "había intentado asesinarlo", dijo uno de sus miembros.
El 10 de noviembre, en una audiencia de desagravio tras la condena, el juez Zobel redujo la sentencia a homicidio involuntario, declarando que "las circunstáncias en que la demandada actuó estuvieron caracterizadas por confusión, inexperiencia, frustración, inmadurarez y cierta rabia, pero no maldad en el sentido legal que sostiene una condena por asesinato en segundo grado," añadiendo: "Estoy moralmente seguro de que permitir que la demandada permanezca condenada sobre esta evidencia a un asesinato en segundo grado sería un error judicial".
La sentencia de Woodward fue reducida al tiempo cumplido (279 días) y ella fue liberada. El ayudante del fiscal del distrito Gerald Leone apeló entonces la decisión del juez ante la Corte Suprema de Massachusetts. Los abogados de la defensa también pidieron que la corte desechara la condena por homicidio. La corte confirmó el veredicto de culpabilidad por 7 votos a 0; en una disputada decisión de 4 votos contra 3 la corte rechazó la petición de la fiscalía contra la reducción de la condena a homicidio involuntario, y la sentencia, el 16 de junio de 1998. Louise Woodward volvió entonces al Reino Unido.

## Prueba del polígrafo
Antes del juicio el 7 de mayo de 1997, Woodward decidió someterse a una prueba de polígrafo dirigida por el Dr. David C. Raskin, un examinador contratado por sus propios abogados. En el curso de esta prueba, se le preguntó si había causado lesiones a Matthew mientras estuvo a su cuidado el 4 de febrero de 1997. Ella negó haber causado ninguna lesión al bebé, y el Dr. Raskin concluyó que sus respuestas a estas preguntas habían sido verdaderas con un nivel de confianza del 95 por ciento. Los resultados del Dr. Raskin fueron evaluados por el Dr. Charles Honts, otro polígrafo contratado por los abogados de la defensa, que también declaró que ella había respondido sinceramente al responder a las cuestiones relevantes sobre si había lesionado al bebé.
Se cuestionó la validez del examen del polígrafo, y los peritos testificaron, basándose en una investigación dirigida por la Oficina independiente del Congreso sobre Avances Tecnológicos, que el polígrafo no debía admitirse en los tribunales.

## Consecuencias
A su regreso a casa Woodward dio una rueda de prensa, emitida en directo en el Reino Unido y Boston. Dijo que concedería una entrevista a la BBC, sin cobrar, y que deseaba volver a hacer su vida. La entrevista fue dirigida por Martin Bashir en una edición especial del emblemático programa de la BBC Panorama, en la cual sostuvo su inocencia.
Los padres de Matthew presentaron una demanda civil para evitar que Woodward obtuviera algún beneficio vendiendo su historia. Louise perdió la demanda por impago, ya que los costes legales dejaron de ser cubiertos por la agencia de niñeras.
Woodward estudió ley en la Universidad de London South Bank, donde se graduó con honores en julio del 2002. En el 2004 comenzó un contrato de formación (la formación de dos años en una firma acreditada que los aspirantes a la abogacía deben cumplir) con la firma legal Ainley North Halliwell, en Oldham, Gran Mánchester. Sin embargo, abandonó su contrato de pruebas para proseguir una carrera como profesora de danza y bailes latinos en Chester.
En el 2007, Woodward fue declarada la "delincuente más conocida condenada en Massachusetts", según la revista legal de Boston Law Magazine Exhibit A.
La condena tuvo un efecto lateral en la derrota de la legislación en Massachusetts para restaurar la pena capital.
Patrick Barnes, un radiólogo pediátrico de la Universidad Stanford, testigo clave de la acusación durante el juicio, declaró en 2011 que no daría el mismo testimonio hoy en día. Dijo que había habido una revolución en la comprensión de las lesiones cerebrales en la última década, en parte gracias a los avances en tecnología de ímagenes cerebrales por resonancia magnética: "Empezamos a darnos cuenta de que existe un buen número de condiciones médicas que puedan afectar un cerebro infantil y parecer como los hallazgos que solíamos atribuir al síndrome de bebé sacudido o maltrato infantil", tales como infecciones y derrames en el útero.